# Близкие
«Близкие» — российский драматический фильм режиссёра и сценариста Ксении Зуевой, повествующий о раздираемой конфликтами семье. Премьера фильма состоялась 11 июня 2017 года в основном конкурсе кинофестиваля «Кинотавр».

## Сюжет
Екатерина, репетитор по вокалу, изводит учеников и собственную дочь Аню излишней строгостью. Аня в безуспешных попытках похудеть сходится с компанией школьного хулигана Дани, который тайно от своей девушки Оли заводит с ней роман. Анин отец, Ефим, устал от ежедневных перепалок жены и дочери за семейным обеденным столом и пытается найти покой в объятиях любовницы, которая не подозревает, что он женат. Его сын и Анин брат Андрей — школьный изгой, в семье ладит только с престарелой бабушкой. На бабушке регулярно срывают накопившуюся злобу и Аня, и Ефим. В один прекрасный день бабушка уходит из дома умирать.

## В ролях
- Елена Чекмазова — Екатерина
- Андрей Стоянов — Ефим, муж Екатерины
- Надежда Иванова — Аня
- Даниил Можаев — Андрей
- Лариса Морозова — бабушка
- Данил Стеклов — Даня
- Алиса Глинка — любовница Ефима
- Наталья Павленкова — школьная медсестра
- Наталия Меньшова — Оля
- Анастасия Бакова — школьница
- Ольга Лапшина — врач скорой помощи
- Наталья Борисова — врач скорой помощи
- Геннадий Вырыпаев — Ваня
- Елена Дунджер — мать Вани
- Михаил Регин — отец Вани

## Создание
Первоначальный вариант сценария режиссёр и актриса Ксения Зуева написала в 2013 году. В ноябре 2015 года, безуспешно попытавшись получить финансирование в Министерстве культуры, Ксения предложила свой проект независимому продюсеру Катерине Михайловой, после чего он был запущен в работу. Вскоре к проекту присоединились продюсеры Владислав Пастернак и Игорь Фокин. Фильм был снят на частные средства, без какой-либо государственной поддержки.
Съёмочный процесс начался 9 марта 2016 года в Москве и продлился 27 смен. Съёмки велись на камеру Sony PMW-F5 Cinealta в условиях, максимально приближенных к реальным: так, сцена в клубе снималась на настоящей вечеринке, школьные сцены — в школе, где когда-то училась сама Ксения Зуева. Фильм был впервые показан в Зимнем театре в Сочи 11 июня 2017 года.

## Саундтрек
Композитором фильма стала Маша Жуланова. Её работу критики сравнили с саундтреком Нила Янга к «Мертвецу» Джима Джармуша.
Кроме оригинальной музыки, в саундтрек также вошли различные поп-хиты, в частности, песня «Простые движения» группы t.A.T.u..

## Критика
Денис Корсаков («Комсомольская правда»): «Зуева, конечно, во время работы не имела никакого представления о фильме, который параллельно снимал старший коллега… Это очень достойный фильм, в котором много просто-таки выдающихся сцен, он более чем заслуживает награды за лучший дебют».
Мария Безрук (энциклопедия кино «RuData») охарактеризовала появление фильма как «большое событие»: «Картина „Близкие“ (режиссёр Ксения Зуева), ученицы Владимира Хотиненко и единственной женщины-автора в программе полнометражного конкурса, явила собой мощное актуальное высказывание, претендующее на главный приз фестиваля». Сам Хотиненко в интервью выражал сочувствие героям фильма Зуевой: «они хотят этой любви. Они хотят жить по-человечески и выбраться из всего этого. Это очень важный момент. Без него это могла быть мракодушная история, а получился гиперреализм».
Андрей Гореликов («Сеанс») возражал против сравнения «Близких» с «Нелюбовью»: «нелегко представить фильмы на одну тему, столь же несхожие во взгляде, интонациях и выводах. Все, что у Звягинцева внушает отчуждение и отчаяние, для Зуевой означает очищение через страдания». Он же отмечал тактичное обращение к православию, явленному «не проповедью, а символическими приметами и поступками персонажей», и выявил «тихий христианский посыл фильма: делать добро можно только из любви, которая родится где-то между страстью и долгом».
Никита Никитин (Cinemaplex), написал, что в «Близких» такие темы, как семья, жестокость, душевная глухота «получили своё развитие»: «Дебютная картина Ксении Зуевой преломила все эти проблемы под новым ракурсом».
Дарико Цулая (Кинопоиск) отмечала личный, интимный характер повествования: «Режиссер и автор сценария „Близких“ Ксения Зуева следит за героями пристрастно и с участием, даже загнанную в тупик мать показывая не монстром. В её фильме вообще нет монстров, бездушно ищущих собственное счастье, но есть инфантильные и не умеющие общаться друг с другом люди. Очевидно, что это женский взгляд: отношения матери и дочери, линия Ани показана более выпукло, чем образы отца и сына. Впрочем, и тем уделено достаточно внимания».
Артур Чачелов (Бюллетень кинопрокатчика), отмечая стилистическое и визуальное сходство с фильмом «Класс коррекции», охарактеризовал фильм как «неплохое авторское кино, снятое живой динамичной камерой, полное личных высказываний и мелких бытовых деталей». Прокатные перспективы проекта, по его мнению, «весьма очевидны».
Ольга Белик и Александр Фолин (The Hollywood Reporter) сочли ленту неровной, а концентрацию несчастий на одного члена семьи — чрезмерной; «в то же время в ней есть голый нерв и горькая правда жизни», — писали они. С ними соглашалась Светлана Хохрякова (Московский комсомолец): «Концентрация беды в „Близких“ так велика, что сигнал тревоги перестает работать». Наталия Григорьева (Независимая газета), после премьеры на Кинотавре охарактеризовала фильм как «динамичное, не в пример остальным, кино» — однако, по её мнению, «Близкие» «изобилуют жанровыми штампами, написаны будто по учебнику для создания социального кино».
Time Out Москва включил фильм в топ лучших фильмов «Кинотавра»-2017. Егор Беликов писал, что «Близкие» — это «совсем не лишнее кино об эпохе атрофии чувств, когда люди не любят родных своих, а любят только неродных. Не повезло ему только с годом выхода: если бы „Близких“ показали годом раньше, до „Нелюбви“, то на Кинотавре фильм стал бы большим хитом. А так — остался вовсе без призов».
Ольга Галицкая назвала фильм «сильным авторским высказыванием» и написала, что имя Ксении Зуевой «стоит запомнить».
По мнению Алёны Макаренко, «картина вписалась сразу в два фестивальных тренда. С одной стороны, она снята актрисой — также в новом творческом амплуа попробовал себя актер Кирилл Плетнев, который дебютировал с фильмом «Жги». Другой тренд — более глобальный. Самые яркие российские фильмы 2017 года — «Нелюбовь», «Аритмия», «Теснота» — посвящены именно дисфункциональным семьям».
Писательница Елена Скульская накануне премьеры фильма на фестивале «Тёмные ночи» в Таллинне написала на сайте ERR: «Огромная отрада фильма Ксении Зуевой для меня — непривычные лица актеров. Они не избалованы сериалами, не перекормлены рекламой, и их слезам, их ненависти, и их любви веришь, как веришь в жизнь, увиденную в тесноте плацкартного вагона поезда дальнего следования».
Газета Financial Times выделила фильм из программы недели русского кино в Лондоне: «Еще более мрачным является эмоционально мощный фильм с ироничным названием «Близкие» режиссера и автора сценария Ксении Зуевой. Главные герои, погрязшие в семейных конфликтах и ожесточенные, терзают друг друга. Фильм вызывает тягостные чувства, но при этом он настолько убедителен, что оторваться от экрана невозможно. Он настолько производит впечатление документального фильма, снятого скрытой камерой, что забываешь, что на экране — актеры».

## Награды и номинации

### Награды
- 2017 — ММКФ: премия «Аванс» от The Hollywood Reporter Russia (Данил Стеклов)[22][23].
- 2017 — «Меридианы Тихого»: Приз жюри NETPAC (Ксения Зуева)[24].
- 2017 — «Амурская осень»: «Золотой журавль» за лучшую режиссуру (Ксения Зуева)[25], «Золотой журавль» за лучшую женскую роль (Надежда Иванова)[25].
- 2017 — «Отцы и дети»: Лучшая режиссёрская работа (Ксения Зуева)[26].
- 2018 — «Восемь женщин»: Лучший дебют (Ксения Зуева)[27].
- 2018 — «Дубль два»: Лучший дебют (Ксения Зуева), Лучшая актёрская работа (Надежда Иванова).

### Номинации
- 2017 — ОКРФ «Кинотавр»: номинации на Главный приз, Лучший дебют и др.
- 2017 — Приз «Золотой единорог» (Лондон): Молодое дарование (Ксения Зуева)
- 2018 — Открытая национальная кинопремия российской прессы «Резонанс»: Лучший фильм, Лучший дебют